# Falcon Heavy
Falcon Heavy (FH), v preteklosti tudi Falcon 9 Heavy je težka nosilna raketa, ki so jo zasnovali pri ameriškem podjetju SpaceX. Je največja raketa družine Falcon. Kapaciteta tovora v nizkozemeljsko orbito je 54 ton, precej več kot 13 ton pri Falcon 9.

## Specifikacije
- Proizvajalec: SpaceX
- Država: ZDA
- Cena izstrelitve: okrog $90 milijonov za 8000 kg tovor GTO (2016)
- Višina:	70 m (224 ft)
- Premer:	3.66 m (12.0 ft)
- Masa: 1420788 kg
- Kapaciteta: 54400 kg (117000 lb) v NZO, 22200 kg (46700 lb) v GTO

- Status: v razvoju
- Izstrelišče: KSC LC-39A (Florida) in Vandenberg SLC-4E
- Prvi let: 6. februar 2018[1]

Potisniki (Stopnja 0)
- Število potisnikov: 2
- Potisk: 7607 kN (1323000 lbf)
- Skupni potisk: 22821 kN (3960000 lbf) (boosterji in prva stopnja skupaj)
- Specifični impulz: 282 sekund (nivo morja), 311 sekund (vakuum)
- Gorivo: LOX/RP-1 (tekoči kisik in kerozin)

Prva stopnja
- Motorji: 9x Merlin 1D
- Potisk: 7607 kN (1323000 lbf)
- Specifični impulz: 282 sekund (nivo morja), 311 sekund (vakuum)
- Gorivo: LOX/RP-1 (tekoči kisik in kerozin)

Druga stopnja:
- Motor: 1x Merlin 1D Vacuum
- Potisk: 934 kN (180000 lbf)
- Specifični impulz: 342 sekund (vakuum)
- Čas delovanja: 397 sekund
- Gorivo: LOX/RP-1 (tekoči kisik in kerozin)